# Мус Џо
Мус Џо (енгл. Moose Jaw) је град у јужном делу канадске провинције Саскачеван. Град лежи у питомој долини реке Мус Џо на важном саобраћајном чворишту. У граду се укрштају трансканадски аутопут и провинцијски аутопут 2, те трансканадска национална железница и канадска пацифичка железница. Административни центар провинције град Реџајна налази се свега 70 км источније. 
Јужно од града налази се и ваздухопловна база канадске авијације, а сам град је важан трговачки центар богате пољопривредне регије.
Са нешто преко 33.000 становника (по попису 2011) Мус Џо је четврти по величини град у Саскачевану.

## Историја
Насеље Мус Џо службено почиње да постоји 1882. године захваљујући одлуци управе тадашњих железница да управо на том месту подигне железничко одмаралиште на којем би се парне локомотиве снабдевале потребним енергентима за путовање. 
Захваљујући веома погодном природном положају насеље је убрзано расло и већ 1903. добија административни статус града.
Постоје две приче о имену града. Према једној верзији град је добио име од речи из језика народа Кри, а по другој верзији у оближњем сувом речном кориту су пронађени бројни костури лосова, посебно чељусне кости, па отуда и назив Мус Џо (или у преводу лосова чељуст). 

## Демографија
Према резултатима пописа становништва из 2011. у граду су живела 33.274 становника у укупно 15.370 домаћинстава, што је за 3,6% више у односу на 32.132 житеља колико је регистровано 
приликом пописа 2006. године.
| 1996.  | 2001.  | 2006.  | 2011.  |
| ------ | ------ | ------ | ------ |
| 32.973 | 32.131 | 32.132 | 33.274 |

## Привреда
Узгајање и трговина житарицама од оснивања представљали су привредну основу насеља и базу будућег развоја. 